# Miguel Ángel Lamata Bravo
Miguel Ángel Lamata Bravo (Beasain, 11 de maig de 1947) fou un futbolista basc de les dècades del 1960 i 1970.

## Trajectòria
Començà a jugar al juvenil de la SD Beasain, jugant entre 1965 i 1967 a la SD Eibar. El 1967 fitxà per l'Atlètic de Madrid, que el cedí al CD Badajoz la primera temporada. Amb el club madrileny jugà fins 1971, però gaudí de molt pocs minuts com a titular. A inicis de l'any 1971 ingressà al RCD Espanyol, amb qui disputà 19 partits de lliga i marcà un gol. Finalitzà se seva carrera a màxim nivell al Sevilla FC, entre 1972 i 1974.